# Іщенко Федір Васильович
Федір Васильович Іщенко (*5 травня 1912, В'язівок, Черкаської обл. — †6 вересня 2001, Київ) — український актор. Заслужений артист України (1999).
Народився 5 травня 1912 року в селі В'язівок Чернігівської області. Помер 6 вересня 2001 року в Києві. Закінчив Київський державний інститут театрального мистецтва ім. І. Карпенка-Карого (1940). Учасник Німецько-радянської війни. Працював у Київському обласному театрі, Київському театрі оперети.

## Фільмографія
1. 1939: «Щорс» (Петро Чиж)
2. 1944: «Малахів курган» (матрос Федорченко)
3. 1944: «Я — чорноморець!» (командир корабля)
4. 1956: «Полум'я гніву» (Завірюха)
5. 1957: «Дорогою ціною» (Савка)
6. 1957: «Партизанська іскра» (епіз.)
7. 1958: «Киянка» (1 с., Омелько Кандиш)
8. 1958: «Блакитна стріла» (епіз.)
9. 1959: «Таврія» (Леонтій)
10. 1960: «Кров людська — не водиця» (Олександр Підопригора)
11. 1961: «Дмитро Горицвіт» (Олександр Підопригора)
12. 1961: «Радість моя» (епіз.)
13. 1964: «Сон» (кобзар)
14. 1965: «Над нами Південний Хрест» (епіз.)
15. 1965: «Гадюка» (епіз.)
16. 1970: «Назад дороги немає» (т/ф, З с, Микола Коваль)
17. 1970: «Родина Коцюбинських» (епіз.)
18. 1973: «В бій ідуть тільки «старики»» (епіз.)

Був членом Національної спілки кінематографістів України.